# IC 5269A
IC 5269A — галактика типу SBm () у сузір'ї Журавель.
Цей об'єкт міститься в оригінальній редакції індексного каталогу.